# Clemència de Bigorra
Clemència de Bigorra (? - ca. 1063) va ser una noble aquitana, comtessa consort d'Urgell.
Filla del comte de Bigorra Bernat II i Clemència.
Vers el 1055 va casar-se amb el comte d'Urgell Ermengol III. D'aquest matrimoni en nasqueren:
- la infanta Isabel d'Urgell (?-v1071), casada vers el 1065 amb Sanç I d'Aragó i Pamplona i el 1071 amb Guillem I de Cerdanya
- Berenguer
- Guillem
- Ramon

El mateix any de casament, ella i el seu marit van donar a l'església de Solsona el castell de la ciutat, que van recuperar el 1057 del bisbe d'Urgell a canvi de la meitat del lloc de Santalecina. El 1063 és el darrer any en què està documentada.